# Delta Persei
Delta Persei (viết tắt là Delta Per, δ Persei hay δ Per) là một hệ sao đôi trong chòm sao Anh Tiên nằm ở phía bắc. Nó có độ lớn cấp sao biểu kiến là 3,01, điều đó đã khiến cho nó dễ dàng nhìn thấy bằng mắt thường. Các phép đo thị sai cho biết nó có khoảng cách khoảng 520 năm ánh sáng (160 parsec) so với Trái Đất.
Quang phổ của ngôi sao này phù hợp với phân loại sao của B5 III, điều này cho thấy nó là một ngôi sao khổng lồ đã tiến hóa khỏi dãy chính sau khi cạn kiệt hydrogen ở lõi của nó. Nó có khối lượng gấp khoảng 7 lần Mặt Trời và có tuổi ước tính là 6,8 triệu năm. Nhiệt độ hiệu dụng của vỏ ngoài là 14.890 K, với năng lượng được phát ra ở nhiệt độ này tạo cho nó có màu trắng xanh, đây là đặc điểm của một ngôi sao loại B. Nó đang quay một cách nhanh với vận tốc quay ước tính là 190 km s−1, điều này mang lại giới hạn thấp hơn cho vận tốc phương vị thực dọc theo đường xích đạo của ngôi sao.
Đây có thể là một hệ sao đôi và có thể là một hệ thống ba sao. Nó có một đồng quang học với độ lớn biểu kiến +6,17 ở khoảng cách góc 0,330 cung giây và góc định vị là 221°, nhưng không chắc đây là một sao đôi quang học hay một sao đồng hành có lực hấp dẫn. Ngôi sao cũng được phân loại là một hệ nhị phân quang phổ (văn bản gốc: spectroscopic binary), cho thấy rằng nó có một quỹ đạo đồng hành chưa được phân giải riêng biệt bằng kính thiên văn. Cuối cùng, ngôi sao này có thể là một thành viên của cụm mở Melotte 20, nó có thể sẽ trở thành ngôi sao sáng thứ hai sau Mirfak.
Quan sát bằng IRAS cho thấy một "đặc điểm giống như một chiếc nhẫn mở rộng" có thể là một sóng hình cánh cung do áp suất bức xạ từ ngôi sao tạo ra, chứ không phải là bong bóng do gió sao tạo ra. Đặc tính này có kích thước góc là 15×25 arcmin phút và nhiệt độ cao nhất là 38 K. Nó có vận tốc đặc biệt ước tính hơn 30 km s−1, khiến nó trở thành một ngôi sao chạy trốn (runaway star).

## Tên và từ nguyên
- Ngôi sao này, cùng với ψ Per, σ Per, α Per, γ Per và η Per, đã được gọi là Segment of Perseus (Phân đoạn của Anh Tiên).[15]
- Trong tiếng Trung, 天船 (Tiān Chuán), có nghĩa là Celestial Boat (Thuyền Thiên), đề cập đến một tiểu hành tinh bao gồm δ Persei, η Persei, α Persei, γ Persei, ψ Persei, 48 Persei, μ Persei và HD 27084. Do đó, tên tiếng Trung của bản thân δ Persei là 天船五 (Tiān Chuán wu, tiếng Anh: the Fifth Star of Celestial Boat, tạm dịch là: Ngôi sao thứ năm của Thuyền Thiên.)[16]